# Космодесант (Адептус Астартес)

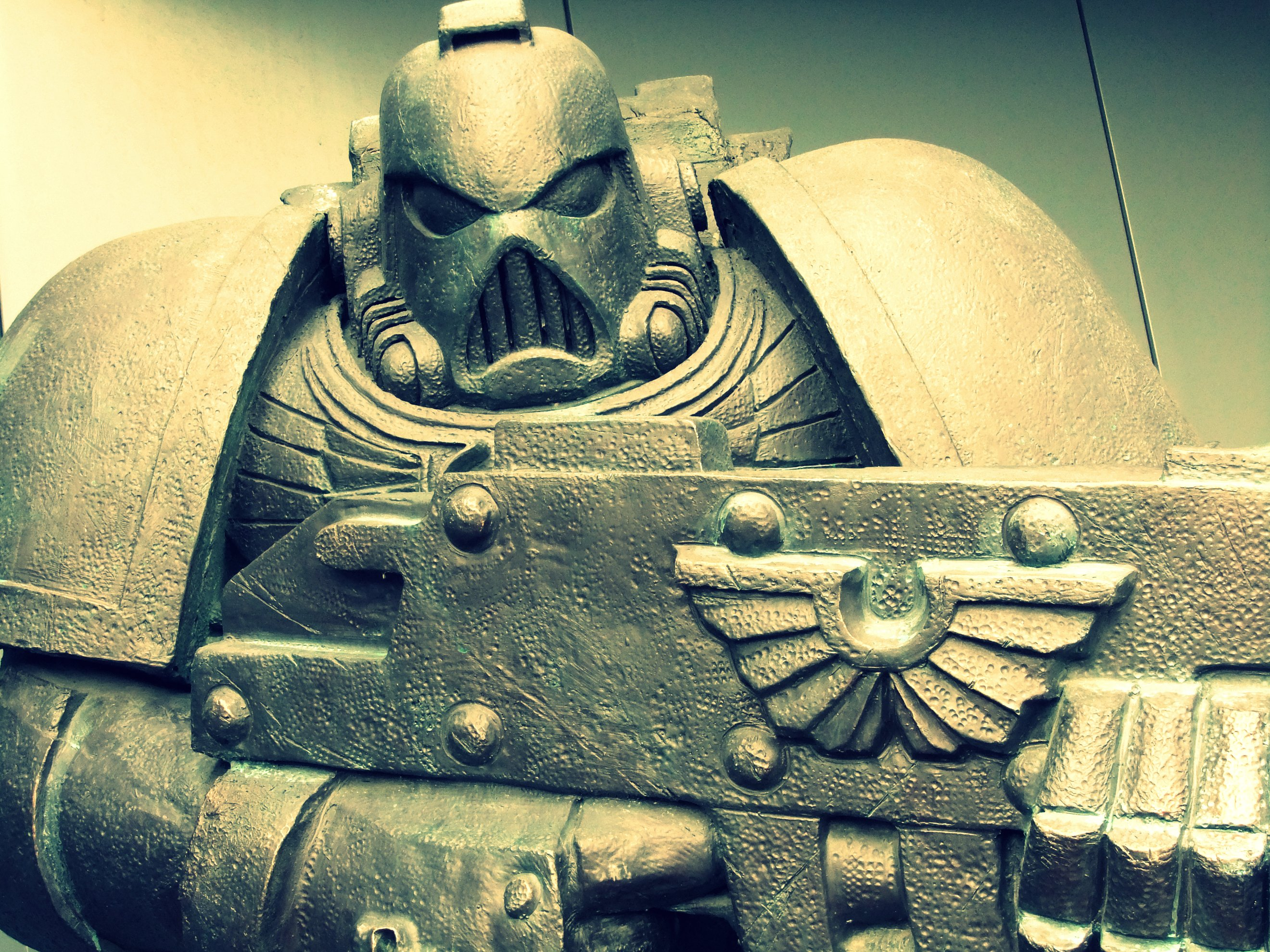
Скульптура Космічного десантника

Космі́чні деса́нтники (англ. Space Marines) — одна зі сторін глобального конфлікту в вигаданому всесвіті Warhammer 40,000. Також знані як Аде́птус Аста́ртес (англ. Adeptus Astartes), за офіційною назвою в Імперіумі, або скорочено як Космодеса́нтники.
Космічні десантники — елітні солдати, в лави яких потрапляють найбільш фізично розвинені та спритні люди. Їх можливості багатократно підвищуються завдяки навчанню, фізичному та психічному тренуванню, генетичним модифікаціям та вживленню синтетичних органів. Організація орденів схожа на організацію середньовічних лицарських орденів часів хрестових походів.
У першоджерелі — настільній грі Warhammer 40,000, Космічні десантники є стандартною армією в стартових наборах. Найпопулярніші ордени мають власні кодекси, що описують їхню історію і специфічні правила гри.
Космодесантники виступають головними персонажами численної художньої літератури і відеоігор за всесвітом Warhammer 40,000.

## Місце у всесвіті Warhammer 40,000
Космодесант має автономію в політичній машині Імперіуму. Кожен орден володіє власним флотом, фабриками, планетами для відбору рекрутів. Проте вони зобов'язані брати участь у військових конфліктах на стороні Імперіуму в районах базування ордену. В інших регіонах орден може (але не зобов'язаний) воювати за запитом. Деякі ордени, наприклад, Ультрамарини, ведуть військові дії по всій галактиці.
Відомо, що в Імперіумі діє близько 1000 лояльних орденів Космодесанту, кожен з яких складається приблизно з 1000 бійців. Кожен має унікальну історію, символіку, генокод, бойову та філософську доктрини. Більшість із них слідує Кодексу Астартес, який був складений примархом Ультрамаринів Робутом Ґілліманом під час Другого Заснування.
Деякі ордени мають детально описану історію, структуру, особливо Ордени Другого Заснування та ордени, які мають структуру, відмінну від Кодексної (так звані неортодоксальні або некодексні). Більшість же або описані досить скупо, або не описані зовсім, крім назви, колірної схеми та геральдики. Це дає гравцям можливість створювати власні, унікальні ордени.
Відповідно до свого елітного статусу, Космодесант має одне з найкращих споряджень в Імперіумі і бореться з найбільшими загрозами, такими як інші цивілізації і єретичні рухи. Вони практично постійно носять силові обладунки (які втім можна зняти за потреби), що крім захисту від атак і агресивного середовища, збільшують фізичну силу, містять системи життєзабезпечення та сенсори. Найрозповсюдженіша зброя на службі у десантника — болтер — вогнепальна зброя, подібна на сучасні пістолети-кулемети, яка стріляє реактивними зарядами — болтами.
Зріст Космічних десантників у силових обладунках сягає 2,5 м. Тривалість життя Космодесантників у багато разів більша за звичайну для людини; точно невідомо чи можуть Космодесантники померти від старості, оскільки їхнє життя складається з незліченної кількості битв. Імовірно, Астартес не зазнають старіння у класичному розумінні цього слова: п'ятистарічний капелан Ультрамаринів Ортан Кассій та тисячадвохсотрічний магістр Кривавих Ангелів Данте не лише цілком боєздатні, а й належать до найкращих воїнів з-поміж лав Космодесанту. Щодо Космодесантників, яких пожиттєво поміщають у саркофаги бойових машин Дредноутів, то тривалість їх життя не обмежена нічим. Принаймні один з Дредноутів — Бьйорн з Космічних Вовків — був очевидцем подій Єресі за 10000 років до «сучасності». Космодесантники-відступники завдяки підтримці Руйнівних Сил та викривленню часу в регіоні Ока Жаху взагалі не вмирають своєю смертю, тому серед них присутні чимало учасників Великого Хрестового Походу та Єресі.
Кожний орден Космодесанту набирає рекрутів з приписаних йому планет. Нерідко це «дикунські» планети, жителі яких відповідно витриваліші, ніж «цивілізованих». Новобранці також можуть набиратися з аристократичних родів, серед яких вважається честю віддавати в Космодесант когось із дітей. Як правило, рекрутами стають хлопчики-підлітки. Жінки не можуть стати Космодесантниками через свій гормональний баланс, як і чоловіки похилого віку. Дітей Адептус Астартес теоретично можуть мати, проте не відчувають статевого потягу з причини того ж гормонального балансу і привитих в ордені переконань цілковитого присвячення життя війні.
Ставши скаутами на службі ордена, люди проходять курс гормональної і генної терапії, яка підготовує їх до імплантування синтетичних органів. Ці органи вирощуються з так званого «генного сімені» (прогено́їдів), яке визріває в спеціальних порожнинах тіла старших Космодесантників протягом багатьох років. Паралельно відбувається навчання доктрині ордена, тренування і виховання. Сформовані воїни Адептус Астартес повністю віддаються служінню Імперіуму, відрікаючись від колишнього життя. Ті, хто з якоїсь причини не пройшли всі ступені становлення Космодесантником, перетворюються на службових кіборгів — сервіторів, якщо не гинуть.
Коли в ордені є надлишок геносімені, або виникає потреба створити орден з особливою спеціалізацією, засновується новий орден. Коли орден зазнав великих втрат, його можуть поповнити бійцями зі споріднених орденів.

## У настільній грі
Згідно правил Warhammer 40,000, Космодесант володіє дорогими, але сильними і стійкими військами, зворотним боком чого є порівняно низька мобільність. Це універсальна армія, що вважається найпростішою для освоєння. Акцент робиться на піхоту, техніка ж не вирізняється різноманітністю. Космодесант наділений дуже високим бойовим духом (здатність «І вони не знатимуть страху»), тому будь-який тест на нього можна переграти задля кращого результату. Адептус Астартес завжди контролюють важливі точки поля бою, якщо стоять біля них (здатність «Захисники людства»). Стандартно ж перевага надається тій стороні, що має більше юнітів біля точки. Багато орденів мають властиві їм спеціальні тактики, що дають переваги в певних аспектах бою. Воєначальникам Космодесанту доступно багато реліквій, що збільшують їхні характеристики і надають розширені уміння.

## Історія

Примархи до Єресі

### Попередники
Космодесанту Адептус Астартес передували воїни Імператора людства, з якими він об'єднував Землю — Громові воїни. Це були генетично вдосконалені бійці в обладунках, які вели війни проти держав так званих техноварварів, які правили планетою. Технології створення Громових воїнів і їхніх обладунків лягли в основу створення Космічних десантників. Перші Космічні десантники створювалися Імператором при допомозі вченої Амар Астарти, найвидатнішої вченої в галузі генетики свого часу.

### Утворення Імперіуму
Початково Імператор людства створив собі з метою об'єднання людей в галактиці дітей — примархів. Вирощені в спеціальних капсулах, вони були надлюдьми і володіли видатними якостями, як фізична сила, інтелект і вміння вести за собою народи. Коли примархи загубилися через вплив сил Хаосу, з генетичного матеріалу двадцяти примархів Імператор створив двадцять легіонів, з якими почав об'єднання галактики. Хоча вони були набагато слабші за своїх родоначальникiв, але простіші й швидші у створенні. Процес формування легіонів отримав назву Першого заснування.
У міру знаходження примархів, Імператор довіряв їм по одном з легіонів, куди також включав послідовників своїх дітей з тих планет, де примархи стали лідерами. Тоді не було ліміту для чисельності солдат, окрім кількості генного сімені, яке необхідне для створення нового воїна. Космодесантники зі своїми примархами вели війни за об'єднання планет колишнього єдиного людства на рубежі 30-31 тисячоліть.
Серед легіонів Першого заснування є два, про які невідомо нічого, навіть їхньої назви та ім'я примарха. Це легіони II і XI. Офіційно відомо, що всі записи про ці легіони було стерто Інквізициєю, або втрачені під час Єресі Гора. Games Workshop офіційно заявили, що це було зроблено для того, щоб гравці могли вигадати свої легіони. Деякі фани вважають, що ці два легіони — це нинішні Сірі Лицарі та Легіон Проклятих. Це суперечить офіційним джерелам — Сірі Лицарі, як вважається, походить від самого Імператора, або від лояльних відділень Гвардії Смерті. А легіон Проклятих був створений із залишків ордену Вогняних Яструбів під час 13-го заснування, котрі підпали під вплив варпу, але не відступилися від служби Імперіуму.

### Єресь Гора
Похід за об'єднання людства закінчився зрадою першого примарха, Гора. Будучи пораненим, він підпав під вплив сил Хаосу, котрі показали йому майбутній занепад Імперіуму. Гор поклявся врятувати людство, скинувши Імператора. Володіючи видатними лідерськими здібностями, Гор переконав приєдналися до нього ще 9 примархів з їхніми легіонами. Паралельно відбувалося навернення легіонів до шанування сил Хаосу, що спотворило їх морально і фізично.
За кілька років повстання Гора охопило весь новоутворений Імперіум, внаслідок чого загинуло близько двох трильйонів людей, незліченні планети, важливі наукові й технічні здобутки було втрачено. Вцілілі лояльні легіони на чолі з Імператором і своїми примархами перемогли, проте зазнали величезних втрат особового складу, космічного флоту й оснащення. Імператор убив Гора, але сам зазнав смертельної рани.

### Відновлення
Невдовзі після закінчення Єресі Гора зусиллями Робута Ґіллімана і Лордів Терри було почато мастшабну реорганізацію всієї військової структури Імперіуму. Щоб не допустити в подальшому зосередження великої військової міці в руках однієї людини, всі військові сили було фрагментовано. Зокрема легіони Адептус Астартес поділилися на ордени: кожен легіон-засновник утворив однойменний орден в 1000 бійців, а решта воїнів склали похідні ордени-послідовники. Процес отримав назву Другого заснування. Більшість легіонів розділилися на не більше за 5 орденів, за винятком Ультрамаринів, від яких відділилося 23 ордена. Саламандри зазнали таких втрат, що взагалі не мали послідовників. Легіон Космічних Вовків виступив різко проти розділення, тому як компроміс у ньому виділилися кампанії по 1000 чоловік. Ґілліман створив Кодекс Астартес — фундаментальну працю, в якій описав організацію орденів Космодесанту, правила їх стиворення, тактики бою на кожен можливий випадок.
Зважаючи на ріст загроз для Імперіуму, невдовзі після Єресі примарх Робут Ґілліман розробив новий тип Адептус Астартес на основі відредагованого геносімені примархів. Однак, через його загибель проект не було впроваджено, а напрацювання лишилися в лабораторіях Марса. Один за одним вцілілі після Єресі лояльні примархи або загинули, або пішли в добровільне вигнання. В цей час новий лідер легіонів-відступників, Абаддон, почав Чорні Хрестові походи на Імперіум з метою знищити цю державу. За 32-35 тисячоліття головними здобутками Космодесанту стали відбиття походів Абаддона і навали орків на Імперіум, за яких різні ордени діяли спільно.
У 991 році 36 тисячоліття відбулося 21-е заснування нових орденів, яке мало катастрофічні наслідки. Адептус Механікус розроблялися вдосконалення Космодесантників, які мусили б виправити недоліки геносімені та зробити Адептус Астартес більш подібними на примархів. Проте учений Фабій Байл з легіону зрадників Дітей Імператора, зіпсував нове генетичне сім'я. Створені на його основі воїни зазнали мутацій і нові ордени перейшли на бік Хаосу чи були знищені. Саме існування 21-го заснування було приховано з архівів Імперіуму і відкрилося тільки в 41-тисячолітті завдяки знахідці покинутої лабораторії на планеті Інкулаба.

### «Час випробувань»
У період 36-40 тисячоліть Адептус Астартес брали участь у війнах з Абаддоном, численними нелюдськими цивілізаціями і придушували повстання. Зокрема в цю епоху сталася велика 900-річна громадянська війна між Імперіумом і самопроголошеною імперією, в якій на боці законної влади виступили майже всі ордени Космодесанту. Також через розширення варп-штормів посилився вплив Хаосу, до боротьби з яким було залучено всіх Адептус Астартес. Після цього 30 орденів унаслідок інтриг прижиттєвого імперського святого-зрадника Басилія було відправлено в похід проти сил Хаосу, що завдало помітних втрат Імперіуму.

### Космодесант у 41-у тисячолітті
У 41-у тисячолітті, що тривалий час вважалося «сучасністю» Warhammer 40,000, відбувся похід під проводом Солара Махаріуса, в ході якого завдяки Космодесанту до Імперіуму було приєднано близько тисячі нових планет. Орден Астральних Кігтів самопроголошено вийшов з-під командування Лордів Терри, що вилилося в Бадабські війни, де залучені лояльні Астартес здобули перемогу. Флот космічних хижаків тиранідів просунувся значно вглиб галактики з-за її меж, в боротьбі з ним кілька орденів загинули та зазнали непоправних втрат. Низка орденів взяли учать у спільній кампанії на планеті Армагеддон проти орків, яка розширилася на навколишні системи. Паралельно тривали численні локальні конфлікти.
Останнім номерним заснуванням стало 27-е в 738 році 41 тисячоліття. Доти було створено багато орденів на генному матеріалі вже існуючих. Вони також успадкували звичаї своїх легіонів-пращурів. Більшість було засновано на генному сімені Ультрамаринів, як на найбільш стабільному.

### Нестримний Хрестовий похід
В останні роки 41 тисячоліття Імперіум опинився в найбільшій небезпеці, оточений силами Хаосу, тиранідів, орків, постраждалий від попередніх воєн. Абаддон почав Тринадцятий Чорний Хрестовий похід в напрямі Терри, зломивши оборону ключової планети Кадія. Через це було ухвалено воскресити примарха Ґіллімана, поміщеного до стазису після смертельного поранення отруєним клинком. Воскреслий завдяки очищенню його крові Робут Ґілліман почав нову реорганізацію Космодесанту. Він відновив проект створення нових бійців разом з архімагосом Адептус Механікус — Белізарієм Коулом. Удвох вони очолили створення на Марсі так званих Космічних десантників Примаріс (Primaris Space Marines). Ці воїни засновані на давніх зразках геносімені, тому сильніші й витриваліші, мають додаткові синтетичні органи, а створюються швидше. В той же час нові десантники менш вразливі до мутацій. Їх оснащено обладунками марки X «Тактикус», яка поєднує найефективніші рішення сучасних обладунків з моделями часів Єресі. На озброєння їм видаються болтери, розроблені особисто Коулом. Космічні десантники Примаріс не замінюють цілком старих, а призначені для поповнення постраждалих орденів, хоча й було утворено деякі нові ордени виключно з них для спеціальних завдань. Створення таких орденів отримало назву Заснування Ультима.
Більшість Примаріс замінили знищені чи загублені ордени та отримали базування вздовж Великого розлому — велетенського варп-шторму, прокладеного Абаддоном, що розділив галактику надвоє. Частина старих Космічних десантників у ході операцій були перетворені на Примаріс і отримали назву Примаріс Рубікону.
Під проводом Ґіллімана всі ордени було залучено до Нестримного Хрестового походу, перший етап якого тривав 12 років. Ґілліман вніс зміни до організації орденів, запровадивши входження до нових орденів Космічних десантників Примаріс воїнів, які походять від різних примархів. Таким чином він позбувся вразливостей старих орденів, зумовлених їхнім генетичним спадком.

## Організація

### Поділ на ордени
У «сучасному» Warhammer 40,000 існує близько 1000 орденів Космодесанту, що розрізняються за походженням від певного легіону, базуванням, геральдикою і доктриною. Кожен орден володіє особливою назвою, традиційним забарвленням обладунків і емблемою. Зразковим вважається орден Ультрамаринів, його послідовниками є понад дві третини всіх інших орденів. Десантники переймають через геносім'я особливості свого примарха і мутації, виниклі в самого примарха чи набуті внаслідок деградації з часом.

### Структура
Згідно Кодексу Астартес, кожен орден мусить складатись з 10-ти рот. Перші дев'ять складаються приблизно з сотні Космодесантників та керуються командним відділенням на чолі з капітаном. Перша рота, так звана рота ветеранів, складається з найкращих і найхоробріших воїнів ордену. В неї входять, як правило, колишні сержанти інших рот та солдати, які особливо відзначились в бою. Роти з другої по п'яту називаються бойовими, та складаються з тактичних відділень, штурмовиків, та відділень підтримки (англ. Devastator Squad). 6-9 роти називаються резервними і мусять постійно перебувати на обороні бази ордена, виділяючи бійців у крайньому випадку. Роти 6-а та 7-а складаються тільки з тактичних відділень, 8-а — тільки зі штурмових, 9-а — тільки з відділень підтримки. Також усі дев'ять рот можуть включати техніку та дредноутів. Члени резервних рот часто складають екіпажі техніки, що підтримує основні роти. Десята рота складається із скаутів, новобранців ордену, котрі ще не завершили процес ініціації, та які ще не здобули достатньо досвіду. Деякі ордени не слідують цим правилам, та порушують дозволену кількість у тисячу воїнів. Наприклад, орден Чорних Храмівників поділяється на хрестові походи, загальна чисельність яких складає приблизно шість тисяч Космодесантників.

#### Бойові відділення
Рекрути. Різні ордени використовують різні методи набору новобранців. Зазвичай вони вербуються у рідному світі ордену. Ці світи, переважно, мають дуже низький рівень розвитку, на рівні кам'яної доби чи середньовіччя, де мешканці планети вважають за честь стати «воїном богів». Через низький розвиток суспільства, населення здебільшого складають сильні, витривалі і звичні до жорстокості люди. Часто в таких світах існують спеціальні змагання, захочувані керівництвом ордену, щоб відбирати найкращих кандидатів. Інше популярне джерело — злочинці з міст-мурашників (англ. Hive City), котрі не мають значних провин, але показали силу і вірність друзям. Частина рекрутів надходить з аристократичних родів розвинених планет. Кандидати перевіряються на здоров'я та психічну стійкість і моральні якості.
Рекрути мусять пройти традиційний процес ініціації, що може бути урочистою церемонією, обрядом татуювання або смертельним боєм, залежно від конкретного ордена.
Неофіти. Після ініціації рекрут вступає в орден у ранзі неофіта. Неофіти вивчають історію ордену, положення Кодексу Астартес, поки над тілом проводяться перетворення. Це включає вживлення штучних органів, імплантатів, хімічну і гіпнотичну терапії. Перетворення на Космодесантника — небезпечний процес і багато неофітів у процесі вмирають.
У більшості орденів неофіти служать у десятій роті, де їх навчають досвідченіші солдати, а також неофіти слугують розвідниками. В ордені Чорних Храмівників розвідники стають слугами досвідченого солдата, який навчає їх бойовим та мирним навичкам Космодесантника.
Після закінчення розвитку штучних органів і завершення кількарічного навчання рекрутам призначають традиційне для ордена випробування: вижити встановлений термін серед дикої природи, добути трофей або й вціліти в бою на смерть проти інших неофітів. Після цього неофіт розриває усі контакти з попереднім життям: друзями, сім'єю. Він клянеться нести службу Імператорові та ордену до самої смерті. Ті, хто не справилися із завданням чи не наважилися продовжити перетворення на Космодесантника, якщо не гинуть, стають слугами ордена.
Ініційовані/Бойові брати. По успішному завершенні випробування неофіт стає повноправним членом ордену та отримує болтер і силову броню, за які він повністю відповідає. Втрата герба, прапора чи недбале ставлення до зброї і спорядження ордена є ганьбою. За досягнення боєць винагороджується знаками пошани, отриманням унікальної зброї, яка вважається реліквіями. Більшість часу Астартес присвячують битвам, молитвам і традиційним заняттям ордена. Воїн може виконувати певну обітницю, обрану самостійно чи призначену як покарання. Космодесантник, який завинив перед орденом, часто вирушає у спокутувальний похід.
Космодесантника після завершення навчання переводять до однієї з восьми основних рот. У залежності від здібностей, його можуть перевести до бойового відділення, штурмовиків чи до відділень підтримки.
Бойове (Тактичне) відділення. Основна бойова сила яка є хребтом будь-якої атаки чи оборони. Вони можуть адаптувати своє озброєння та тактику до будь-якої ситуації але зазвичай озброєні болтером, болт-пістолетами, ланцюговим мечем і запасом гранат. У роті вісім з десяти відділень — це тактичні відділення.
Штурмове відділення. Штурмові відділення спеціалізуються на ближньому бою і споряджені стрибковими ранцями для раптового нападу з повітря. Вони не використовують важке озброєння, віддаючи перевагу зброї ближнього бою (болт-пістолетам, ланцюговим мечам). Зазвичай їх застосовують для швидких атак і виснаження супротивника ще перед боєм. Хоча від ордену до ордену їх застосовують по різному, наприклад у Білих шрамів всі воїни повинні бути дуже мобільними і їхні командири опираються не на тактичні, а на штурмові відділення. Згідно з Кодексом Астартес у роті два з десяти відділень — це штурмовики.
Відділення вогневої підтримки. Відділення вогневої підтримки (англ. Devastator Squad) підтримують основні сили вогнем з важкого озброєння. Все відділення споряджене стрілецькою зброєю, яку звичайна людина не взмозі підняти і тримати.
Відділення складають зі старих та досвідчених воїнів ордену. У Космічних вовків через це відділення вогневої підтримки називають Довгими іклами (у всіх Вовків все життя ростуть ікла і через кілька сотень років воні стають досить довгими). Два з десяти відділень роти це Відділення вогневої підтримки.
Ветерани. Деякі Бойові брати мають військовий досвід, який складає століття. Зазвичай вони командують відділеннями, але з найцінніших складають елітну першу роту. Ветерани несуть на обладунках так званий Crux Terminatus — символ того, що вони гідні носити надважкі Тактичні обладунки Дредноута або Термінаторські обладунки. Кожні таки обладунки надзвичайно цінні, і не завжди їх вистачає на всіх ветеранів, тому Crux Terminatus часто носиться і на звичайній силовій броні.
Після сотень років служіння Космодесантник може зайняти один з командних постів у ордені.
Капітани. Відомі як брати-капітани, вони головують в кожній з десяти рот. Кожен з них — найкращий воїн своєї роти. Окрім командування бойовими братами, капітани несуть багато інших зобов'язань із забезпечення роти озброєнням, чи займаються проблемами флоту, тощо. «Командир сил» (Force Commander) — звичайний термін для командира роти, або голови ордена.
Голова ордена. Голова ордена несе відповідальність за весь орден, флот, та іноді за цілі планети ордену. Це воїн з визначним досвідом, котрий повинен мати стратегічні навички в командуванні арміями. Голова ордену відповідає за збереження традицій та секретів ордену. Часто він несе обов'язки планетарного губернатора рідної планети ордена. Проте нерідко він бере участь в боях поряд зі своїми військами. Традиційний титул Голови ордена — Магістр. Проте він може бути й іншим згідно традиції: Верховний маршал у Чорних Храмівників, Великий Вовк у Космічних Вовків, Верховний грандмайстер у Темних Ангелів і так далі. Деякі, так як Залізні руки, взагалі не мають єдиного глави ордена, керуючись спеціальною радою з найдосвідченіших бійців.

#### Підтримка
У структурі орденів ці бойові одиниці не посідають якихось певних місць (крім капеланів), але вони також вкрай важливі.
Сервітори. Сервітори — це пристосовані до важкої роботи кіборги з числа рекрутів, що не пройшли випробування, злочинців, або штучно вирощені організми, які тепер слугують як тілоохоронці членів Ордену чи обслуговують технічне обладнання. Силових обладунків вони не мають, натомість обладнані сервокінцівками.
Апотекарії. Апотекарії — десантники, що відповідають за медичне обладнання та за генетичне сім'я Ордену. Вони виконують функцію медиків у Космодесанті, доглядають за перетворення рекрутів у повноцінних воїнів Адептус Астартес, а також видаляють генетичне сім'я (яке міститься в спеціально модифікованих органах в черевній порожнині) з загиблих десантників (процес називається «benedicto ultimatus», «остання милість»).
Технодесантники. Космодесантники, що пройшли курс навчання у Адептус Механікус, відповідають за обслуговування зброї та техніки, зокрема Дредноутів. У комплектацію їхніх обладунків входять додаткові сервокінцівки.
Бібліарїї. Санкціоновані псайкери (люди з надприродними психічними здібностями), перетворені на Космодесантників. Використовуються здебільшого проти ворожих псайкерів та для виявлення потенційних ворогів. Замість шоломів бібліарії носять спеціальні відлоги, що підсилюють їх психічні здібності.
Деякі ордени (зокрема Чорні Храмівники) не терплять псайкерів взагалі як потенційно небезпечних мутантів і тому взагалі не мають бібліаріїв.
Капелани. Капелани — найпобожніші, найревнивіші та найфанатичніші Космодесантники — виконують функції духовних лідерів Адептус Астартес. Вони розпочинають щоденні молитви, стежать за проведенням ритуалів, зокрема за процесом ініціації рекрутів, під час битви вони йдуть у перших рядах, надихаючи своїми вірою та хоробрістю інших десантників. Капелани носять особливу зброю ближнього бою — Крозій, а їхні шоломи стилізовані під черепи задля залякування ворогів.
Капелани до останнього вірні Імператорові і не зрікаються Його навіть тоді, коли увесь інший орден зраджує Імперіум і переходить на бік Хаосу, тож у орденах-ренегатах капеланів убивають. Єдиний легіон Хаосу що зберіг капеланів — найфанатичніший легіон Носіїв Слова (тепер капелани цього легіону називаються Темними Апостолами).

## Легіони й ордени
Лояльні Імперіуму легіони в ході реформ Робута Ґіллімана, Другого заснування, було розділено на ордени. Це було зроблено з метою недопущення в майбутньому зосередження під одним командуванням значних військових сил. На основі кожного легіону виник однойменний орден (примогенітор або «першородний») і ордени-послідовники. Похідні ордени як правило переймають від головних військову доктрину, особливості генокоду і частину реліквій. У відступників же зберігається поділ на легіони. Відомості про II і XI легіони засекречено.
| Назва                                          | Номер легіону | Примарх          | Особливості легіону/ордена-примогенітора | Гасло                                                        | Основні ордени-послідовники |
| ---------------------------------------------- | ------------- | ---------------- | --- | ------------------------------------------------------------ | --- |
| Темні Янголи (Dark Angels)                     | I             | Ліон Ель Джонсон | Втратили рідну планету Калібан, як базу використовують її уламок під назвою Скеля. Частина легіону покинула його і вважається зрадниками, пошук яких став першочерговим заняттям ордена. Перша рота — Крило Смерті — складається лише з термінаторів, друга — Крило Ворона — тільки зі швидкістних транспортних засобів. Примарх Темних Янголів захований в стазисі на Скелі невідомими.                                                                               | «Покайся! Бо завтра ти помреш!»                              | Ангели Очищення, Ангели Спокути, Ангели Помсти, Жалобні Леви, Ангели Пильності, Благословителі, Апостоли Калібана, Стражі Заповіту, Переслідувачі Темряви |
| Білі Шрами (White Scars)                       | V             | Ятагай Хан       | В силу кочівницького походження ставлять в основу швидкість та мобільність наземного транспорту. Шанують ближні бій і дуелі. Зберігають племінні традиції маркування і шрамування. | «За Хана та Імператора!»                                     | Хазяї гроз, Сонячні яструби, Руйнівники, Грозові женці |
| Космічні Вовки (Space Wolves)                  | VI            | Леман Расс       | Не приймали поділу на ордени, натомість початково поділилися на кампанії. В ході розвитку бійці тимчасово перетворюються на вовкоподібних істот вульфенів. Мають естетику стереотипних войовничих народів півночі на кшталт вікінгів: брутальність, тотемізм, використання рун. | «За Русса та Всеотця!» чи дике виття                         | Вовчі Брати, Скайрарські Темні Вовки |
| Імперські Кулаки (Imperial Fists)              | VII           | Рогал Дорн       | Базуються в Сонячній системі на унікальній космічній фортеці «Фаланга». Беруть участь в боях по всій галактиці на бойових баржах. Спеціалісти з ведення оборони та облоги; один з найфанатичніших лояльних легіонів і пізніше орденів. | «Примарх — наш Предок, во славу Твою та Того, хто на Террі!» | Молоти Дорна, Нападники, Багряні кулаки, Чорні храмівники                                                                                                 |
| Криваві Ангели (Blood Angels)                  | IX            | Сангвіній        | Через ваду генетичного сімені у битві впадали у важко виліковне безумство, відоме як «чорна лють», коли жадають постійних убивств. Проте, вада передалася не всім похідним орденам. | «Кров'ю Сангвінія!» чи «За Імператора та Сангвінія!»         | Збагрянені Ангели, Кривавий Легіон, Криваві Мечі, Кармінові Клинки, Апостоли Крові, Поїдачі Плоті, Плакальники, Розчленовувачі, Храмівники Крові          |
| Залізні Руки (Iron Hands)                      | X             | Ферус Манус      | При першій же нагоді замінюють живі органи штучними, оскільки вважають плоть занадто слабкою. Тісно співпрацюють з Адептус Механікус і більше за інших відправляють своїх бійців на навчання до них. Не мають єдиного глави ордена, натомість обирають Залізну раду. | «Плоть слабка!»                                              | Мідні Кігті, Залізні Господарі, Сини Медузи, Червоні пазурі                                                                                               |
| Ультрамарини (або Ультрадесант) (Ultramarines) | XIII          | Робут Ґілліман   | В усьому слідують Кодексу Астартес і вважаються зразком для інших Космодесантників. Володіють автономною імперією Ультрамар з кількох зоряних систем, що вирізняються високим рівнем життя. Генне сім'я Ультрамаринів найчистіше з-поміж усіх орденів. Вони є єдиним орденом, примарх якого достеменно живий. Базовий орден у настільній грі Warhammer 40,000. | «Відвага і честь!»                                           | Фулмінатори, Орден Походження, Чорні консули, Воїни-орли, Новадесантники, Претори Орфеуса, Срібні черепи, Коси Імператора                                 |
| Саламандри (Salamanders)                       | XVIII         | Вулкан           | Внаслідок радіаційного фону на рідній планеті Ноктюрн мають мутацію — чорну шкіру та червоні очі. Легіон сильно постраждав у Єресі Гора, тому в Другому заснуванні єдиний з лоялістів не отримав послідовників. Кампанії Саламандр традиційно більші, ніж приписується Кодексом Астартес і відповідають семи головним містам рідної планети. Віддають перевагу тепловій зброї на кшталт вогнеметів та мельтаганів. Славляться турботою про простих громадян Імперіуму. | «В полум'я битви, на ковадло війни!»                         | Чорні Дракони, Штормові Гіганти |
| Гвардія Ворона (Raven Guard)                   | XIX           | Коракс           | Спеціалісти зі шпигунства і диверсій. Покладаються передусім на невеликі оперативні групи десантників. Їхнє геносім'я з часом деградувало, спричинивши дисфункцію кількох синтетичних органів. Унаслідок цього нові бійці створюються з запасів сім'я, збережених на Террі. | «Перемога чи смерть!»                                        | Релівери, Лицарі Ворона, Переслідувачі розлому, Чорна гвардія                                                                                             |

Існують ордени, примарх і легіон-попередник яких невідомі з причин втрати архівних записів або їх приховування через трагічне чи ганебне минуле. Найвідоміші з них: Ментори, Чорні дракони, Вогняні володарі, Екзорцисти, Криваві ворони, Спектри смерті.
| Назва                                   | Номер | Примарх         | Особливості легіону | Гасло легіону                                                                       |
| --------------------------------------- | ----- | --------------- | --- | ----------------------------------------------------------------------------------- |
| Діти Імператора                         | III   | Фулґрім         | Вирізнялися фанатичним служінням Імператору, яке той засуджував. Присягнули богу надмірності та насолод Слаанеш у прагненні досконалості; використовують звукову зброю | «Діти Імператора! Смерть ворогам Його!»                                             |
| Залізні Воїни                           | IV    | Пертурабо       | Спеціалісти з облоги | «Залізо зовні — залізо всередині!»                                                  |
| Володарі Ночі                           | VIII  | Конрад Курз     | Залякують ворогів погрозами, показовими звірствами | «Ми прийшли за вами!»                                                               |
| Пожирачі Світів                         | XII   | Ангрон          | Присягнули богові війни і насильства Кхорну; віддають перевагу битві врукопашну і зневажають чаклунство                                                                | «Кров богові крові! Черепа Тронові з черепів!»                                      |
| Гвардія Смерті                          | XIV   | Мортаріон       | Присягнули богову смерті і хвороб Нурглу; за рахунок надзвичайної стійкості мають перевагу у відкритій битві                                                           | Гасла немає, наступають у тиші                                                      |
| Тисяча синів                            | XV    | Магнус Рудий    | Присягнули богові змін і чаклунства Тзінчеві; усі командувачі — чаклуни, звичайні десантники — привиди, замкнені у своїх силових обладунках                            | «Усе прах!»                                                                         |
| Місячні Вовки/ Сини Гора/ Чорний легіон | XVI   | Гор             | Мають доступ практично до всього, що може бути у хаоситів; у бою намагаються позбавити ворога командування                                                             | До Єресі: «За Полководця!», після Єресі: «Ми повернулися! Смерть лже-Імператорові!» |
| Носії Слова                             | XVII  | Лоргар          | Найфанатичнійший серед легіонів-відступників, який має своєрідну церкву богів Хаосу; перемагають ворога за рахунок переважаючих сил                                    | Гасла немає, замість нього виспівують тексти своїх нечистих молитов                 |
| Легіон Альфа чи Альфа-легіон            | XX    | Альфарій Омегон | Спеціалісти з диверсій і інтриг, мають широкі адаптивні можливості | «Гідра Домінатус!» або ж «За Імператора!» щоб збити ворога з пантелику              |

## Космодесант у масовій культурі
Адептус Астартес, крім настільної гри, фігурують в численних художніх творах. Цим воїнам присвячено понад 500 романів і оповідань.
Космодесантники є протагоністами численних відеоігор: Space Hulk (1993), Space Hulk: Vengeance of the Blood Angels (1996), Chaos Gate (1998), Dawn of War (2004) і її доповнень Winter Assault (2005), Dark Crusade (2006) і Soulstorm (2008), Squad Command (2007), Dawn of War II (2009) і її доповнень Chaos Rising (2010) і Retribution (2011), Space Marine (2011), Kill Team (2011), Space Hulk (2013), Warhammer 40,000: Armageddon (2014), The Horus Heresy: Drop Assault (2015), Warhammer 40,000: Regicide (2016), Warhammer 40,000: Space Wolf (2014), Warhammer 40,000: Storm of Vengeance (2014), Warhammer 40,000: Carnage (2014), Warhammer 40,000: Eternal Crusade (2016), Space Hulk: Deathwing (2016), Warhammer 40,000: Dawn of War III (2017). Також фігурують як другорядні персонажі в Final Liberation: Warhammer Epic 40,000 (1997), Rites of War (1999), Fire Warrior (2003), Warhammer 40,000: Freeblade (2016), Warhammer 40,000: Inquisitor Martyr (2017), Space Marine II (2024).
Їм окрім того присвячено фільм «Ультрамарини» (2010) і серії короткометражних фільмів «Астартес» (2018-2020), «Молот і болтер» (2021), «Янголи смерті» (2021), «Нексус парії» (2023), «Десятини» (2024).